# 渡部潤一
渡部 潤一（わたなべ じゅんいち、1960年12月28日 - ）は、日本の天文学者。専門は太陽系天文学。学位は、理学博士（東京大学・1988年）。自然科学研究機構国立天文台特任(上席)教授。総合研究大学院大学物理科学研究科天文科学専攻教授。福島県会津若松市生まれ。

## 略歴
- 1973年 福島県会津若松市立城北小学校卒業。1972年10月8日に6年担任の五十嵐貢のおかげでジャコビニ流星群の観察会の許可をもらい、天文学への道を決意する[2]。
- 1979年　福島県立会津高等学校卒業
- 1983年　東京大学理学部天文学科卒業
- 1987年　東京大学大学院理学系研究科天文学専門課程博士課程中退
- 1987年　東京大学東京天文台助手
- 1988年　国立天文台光学赤外線天文学研究系助手
  - 同年3月　理学博士（東京大学）の学位を取得、学位論文の題は　「The rotational motion of comet P/Halley and its activity（ハレー彗星の自転とその活動）」[3]。
- 1991年　ハワイ大学天文学研究所客員研究員
- 1992年　総合研究大学院大学数物科学研究科助手併任
- 1994年　国立天文台広報普及室長（2003年まで）
- 1998年　国立天文台天文情報公開センター助教授
- 2005年　国立天文台天文情報公開センター広報普及室長
- 2006年　国立天文台天文情報公開センター長
- 2010年　国立天文台教授・総合研究大学院大学教授
- 2012年　国立天文台副台長
- 2022年　国立天文台特任(上席)教授

## 人物
- 2006年、国際天文学連合の「惑星の定義委員会」委員となり、冥王星の惑星からの除外を決定した最終メンバーの1人となった。
- テレビ等メディアへの出演や一般向けの著作も多く、日本の天文学者の中では最も有名な1人といえる。
- 天文学者としての渡部の恩師は田鍋浩義[4]。田鍋は古畑正秋の弟子なので[4]、渡部は古畑の孫弟子にあたる[4]。
- コロナ禍から髭を伸ばし始め、2022年にはイスラム教徒を彷彿とさせる長い顎髭、揉み上げを白く蓄えている。

## 家族
父は渡部賢蔵、妻はサイエンスライターの渡部好恵。間に1男1女あり。長女は全国ヘルプマークオリパラプロジェクト supporterとして活動している。

## 著書

### 単著
- 渡部潤一　『図説新・天体カタログ 銀河系内編』　立風書房、1994年、ISBN 4-651-74509-1。
- 渡部潤一　『巨大彗星が木星に激突するとき : P/Shoemaker-Levy 9;1993e』　誠文堂新光社、1994年、ISBN 4-416-29422-0。
- 渡部潤一　『彗星の木星衝突を追って : P/Shoemaker-Levy 9;1993e』　誠文堂新光社、1995年、ISBN 4-416-29512-X。
- 渡部潤一　『彗星、地球へ大接近! : C/Hyakutake 1996 B 2』　誠文堂新光社、1996年、ISBN 4-416-29612-6。
- 渡部潤一　『ヘール・ボップ彗星がやってくる』　誠文堂新光社、1997年、ISBN 4-416-29703-3。
- 渡部潤一　『しし座流星雨がやってくる』　誠文堂新光社、1998年、ISBN 4-416-29815-3。
- 渡部潤一　『星空を歩く : 巨大望遠鏡が見た宇宙』　講談社〈講談社現代新書〉、2000年、ISBN 4-06-149503-8。
- 渡部潤一　『新しい太陽系 : 新書で入門』　新潮社〈新潮新書〉、2007年、ISBN 978-4-10-610238-7。

### 共著
- 若松謙一・渡部潤一　『みんなで見ようガリレオの宇宙』　岩波書店〈岩波ジュニア新書〉、1996年、ISBN 4-00-500282-X。
- 渡部好恵・渡部潤一　『星と宇宙の通になる本』　オーエス出版、1999年、ISBN 4-87190-827-5。
- 林完次・渡部潤一　『星の地図館』　小学館、1999年、ISBN 4-09-526077-7。
- 渡部潤一・出雲晶子指導・執筆、牛山俊男ほか撮影　『星と星座』　小学館〈小学館の図鑑NEO〉、2003年、ISBN 4-09-217208-7。
- 渡部潤一・布施哲治　『太陽系の果てを探る : 第十番惑星は存在するか』　東京大学出版会、2004年、ISBN 4-13-063702-9。
- 原恵・渡部潤一執筆　『こんなことが知りたかった太陽系のふしぎ : なぜ? どうして?』　ニュートンプレス〈ニュートンムック〉、2004年、ISBN 4-315-51733-X。
- 原恵・渡部潤一執筆　『銀河宇宙のふしぎ : こんなことが知りたかった』　ニュートンプレス〈ニュートンムック〉、2004年、ISBN 4-315-51734-8。
- 林完次・渡部潤一・牛山俊男・月本佳代美　『星の地図館 New ed.』　小学館、2005年、ISBN 4-09-526078-5。

### 訳書
- H.R.ポベンマイヤー　『流星と火球と隕石と』　河越彰彦・渡部潤一ほか訳、地人書館、1984年。
- J.P.ヴァンクリーヴ　『ヴァンクリーヴ先生の不思議な科学実験室 : 親と子が体験するサイエンス・ワールド 宇宙編』　戸沢加江子訳、渡部潤一監訳、HBJ出版局、1991年、ISBN 4-8337-6037-1。
- R.M.ヘイゼン, J・トレフィル　『マクロな世界とミクロな世界 : 宇宙・地球・生命の姿を読む』　前島郁雄ほか訳、HBJ出版局、1992年、ISBN 4-8337-6043-6。

### 監修
- 永田佳子訳　『空の上の世界 : 太陽の一生から宇宙の果ての姿まで』　渡部潤一監修、同朋舎出版〈知識の泉〉、1994年、ISBN 4-8104-1993-2。
- 県秀彦　『宇宙の歴史 2 : 太陽系の冒険者たち!』　芳村梨絵漫画、渡部潤一監修、集英社〈集英社版・学習漫画〉、1995年、ISBN 4-08-288037-2。
- 渡部潤一監修　『アマチュアのための太陽系天文学 : 観測から研究発表まで』　シュプリンガー・フェアラーク東京、1995年、ISBN 4-431-70678-X。
- アストロアーツ　『マルチメディア天文図鑑 : ガイドブック』　渡部潤一監修、藤井旭写真、アスキー〈マルチメディア図鑑シリーズ〉、1996年、ISBN 4-7561-1499-7。
- 出雲晶子　『星座を見つける』　渡部潤一監修、スカイウオッチャー編集部編、立風書房〈はじめての天文シリーズ〉、1998年、ISBN 4-651-74531-8。
- アストロアーツ制作　『天文大百科』　渡部潤一監修、アスキー、1998年、ISBN 4-7561-1871-2。
- アストロアーツ編著　『マルチメディア太陽系図鑑 : ガイドブック』　渡部潤一監修、アスキー〈マルチメディア図鑑シリーズ〉、1999年、ISBN 4-7561-3038-0。
- 浅田英夫　『星雲星団を探す』　谷川正夫写真、渡部潤一監修、スカイウオッチャー編集部編、立風書房〈はじめての天文シリーズ〉、1999年、ISBN 4-651-74532-6。
- 秋本治キャラクター原作　『こちら葛飾区亀有公園前派出所両さんの天体大達人』　渡部潤一監修、集英社〈満点ゲットシリーズ〉、2000年、ISBN 4-08-314007-0。
- 渡部潤一監修　『やさしい天体観測』　ブティック社〈レディブティックシリーズ〉、2000年、ISBN 4-8347-1574-4。
- 渡部潤一監修　『限りなく夢がふくらむ宇宙の話 : 宇宙への理解が深まれば、もっともっと宇宙が身近に』　ナツメ社〈らくらく入門塾〉、2003年、ISBN 4-8163-3604-4。
- 渡部潤一監修　『太陽系ビジュアルブック』　アストロアーツ〈アスキームック〉、2005年、ISBN 4-7561-4671-6。
- 川巻獏・Nazoken編集部共著　『宇宙のなぞ研究室 : 150のQ&Aで解き明かす』　渡部潤一監修、アストロアーツ〈アスキームック〉、2006年、ISBN 4-7561-4767-4。
- NHK科学・環境番組部編　『宇宙ロマン : 太陽系が今、解き明かされる! : 太陽系と生命の謎にせまる 』　渡部潤一監修、ナツメ社、2006年、ISBN 4-8163-4192-7。
- えびなみつる　『地動説の冒険』　渡部潤一監修、旬報社〈科学まんが宇宙論1〉、2006年、ISBN 4-8451-0995-6。
- えびなみつる　『赤い満月の秘密』　渡部潤一監修、旬報社〈科学まんが宇宙論2〉、2007年、ISBN 978-4-8451-1007-0。
- 渡部潤一監修　『宇宙』　ポプラ社〈ポプラディア情報館〉、2007年、ISBN 978-4-591-09597-3。
- えびなみつる　『ニュートン・アインシュタイン号の大航海』　渡部潤一監修、旬報社〈科学まんが宇宙論3〉、2007年、ISBN 978-4-8451-1008-7。
- 渡部潤一監修　『天体観測・100年絵事典 : 未来の宇宙カレンダー : 日食・すい星の観られる日が予測できる!』　PHP研究所、2007年、ISBN 978-4-569-68686-8。
- ブライアン・メイ, パトリック・ムーア, クリス・リントット　『Bang! 宇宙の起源と進化の不思議』　渡部潤一監修、後藤真理子訳、ソフトバンククリエイティブ、2007年、ISBN 978-4-7973-4007-5。
- テレビアニメ『ドラえもん』　2012年5月18日放送

### 書きおろし
- 『人間は他の星に住むことができるのか』　三省堂、2016年『現代の国語2』